# Tankred von Bologna
Tankred von Bologna (* um 1185 in Bologna; † 1234/1236 ebenda) war ein mittelalterlicher Jurist. Er gilt als der bedeutendste Kanonist des 13. Jahrhunderts.
Tankred studierte in Bologna Kirchenrecht bei Laurentius Hispanus und Johannes Galensis sowie römisches Recht bei Azo. Spätestens ab 1214 war er selbst Rechtslehrer in Bologna. Er genoss hohes Ansehen bei seinen Kollegen und hatte das Vertrauen der römischen Kurie. Tankred verfasste die Glossa ordinaria zu den Compilationes I, II (beide 1210–1215, nach 1220 überarbeitet) und III (nach 1220) der Quinque Compilationes Antiquae. 1226 stellte er im Auftrag von Papst Honorius III. die Compilatio V zusammen. Sein Ordo iudiciarius, eine Darstellung des Gerichtswesens und des kirchenrechtlichen sowie des zivilrechtlichen Verfahrens, war Grundlage aller späteren Werke zu diesem Thema.

## Werke
- Ordo iudiciarius, Ed. Bergmann, Friedrich: Pillii, Tancredi, Gratiae Libri de iudiciorum ordine. Göttingen, 1842 (Nachdruck 1965), S. 87–316 online bei archive.org
- Summa de matrimonio, Ed. Wunderlich, Agathon, Göttingen, 1841
- Summula de criminibus. Ed. Fraher, Richard M.: Tancred's 'Summula de criminibus'. A new text and a key to the 'Ordo iudiciarius'. in: Bulletin of Medieval Canon Law, Vol. 9 (1979), S. 29–35